# ワルター・バセッジョ
ワルター・バセッジョ（Walter Baseggio, 1978年8月19日 - ）は、ベルギー・ブラバン・ワロン州クラベック出身の元同国代表サッカー選手。現役時代のポジションは、ボランチを中心としたミッドフィールダー。

## タイトル
- RSCアンデルレヒト

ジュピラーリーグ4回  2000, 2001, 2004, 2007
リーグ・カップ1回  2000

## 所属クラブ
- RSCアンデルレヒト 1996-2005
- トレヴィーゾFC 2006
- RSCアンデルレヒト 2007-2008
- REムスクロン 2008-2010
- AFCテュビズ 2010-2011
- パトロ・ランソワ 2011-2012
- ETSPブレノワーズ2012-2013

| スタブアイコン | サブスタブ | この項目は、まだ閲覧者の調べものの参照としては役立たない、サッカー選手に関連した書きかけの項目です。この項目を加筆・訂正などしてくださる協力者を求めています（P:サッカー/PJ:サッカー選手/PJ:女子サッカー）。 |